# Вёкса (посёлок)
Вёкса — посёлок в Ореховском сельском поселении Галичского района Костромской области России.

## География
Посёлок расположен на главном ходе Транссибирской магистрали у одноимённой платформы.

## История
До муниципальной реформы 2010 года посёлок также входил в состав Ореховского сельского поселения.